# 1998 XB4
1998 XB4 är en asteroid i huvudbältet som upptäcktes den 11 december 1998 av den japanska astronomen Takao Kobayashi vid Ōizumi-observatoriet.
Asteroiden har en diameter på ungefär 6 kilometer.